# Deutsche Cadre-71/2-Meisterschaft 1946

Veranstaltungsort: Hamburg

Die Deutsche Cadre-71/2-Meisterschaft 1946 ist eine Billard-Turnierserie und fand vom 23. bis 27. Mai 1946 in Hamburg zum fünften Mal statt.

## Geschichte
Die erste Deutsche Billardmeisterschaft nach dem Zweiten Weltkrieg fand in Hamburg statt. Sieger im Cadre 71/2 wurde erstmals der Düsseldorfer Allrounder August Tiedtke. Den Sieg konnte Tiedtke aber erst in einer Stichpartie mit 300:269 in 35 Aufnahmen für sich entscheiden. Zum zweiten Mal nach 1939 gewann der Gelsenkirchener Gerd Thielens die Silbermedaille. Platz drei ging an den Neu-Hamburger Werner Sorge, der wieder einmal den besten Turnierdurchschnitt erzielte. Die Leistungen waren erwartungsgemäß nicht überragend, da das Billardmaterial nicht in perfektem Zustand war. Das war so kurz nach Kriegsende auch nicht zu erwarten.

## Modus
Es wurde im Round-Robin-Modus bis 300 Punkte gespielt.
Die Endplatzierung ergab sich aus folgenden Kriterien:
1. Matchpunkte
2. Generaldurchschnitt (GD)
3. Bester Einzeldurchschnitt (BED)
4. Höchstserie (HS)

## Teilnehmer (Alphabetisch)
1. Karl Grond (Wattenscheid)
2. Alfred Jauch (Hamburg)
3. ? Schnoor (Hamburg)
4. Richard Schoel (Hamburg)
5. Werner Sorge (Hamburg)
6. Siegfried Spielmann (Immigrath)
7. Gerd Thielens (Gelsenkirchen)
8. August Tiedtke (Düsseldorf)

### Abschlusstabelle
| Klassement                                  | Klassement          | Klassement | Klassement | Klassement | Klassement | Klassement | Klassement | Klassement |
| Platz                                       | Name                | MP         | Pkte.      | Aufn.      | GD         | BED        | HS         |            |
| ------------------------------------------- | ------------------- | ---------- | ---------- | ---------- | ---------- | ---------- | ---------- | ---------- |
| 1                                           | August Tiedtke      | 12:2       | 2094       | 277        | 7,55       | 15,00      | 61         |            |
| 2                                           | Gerd Thielens       | 12:2       | 2080       | 267        | 7,79       | 12,00      | 74         |            |
| 3                                           | Werner Sorge        | 10:4       | 1999       | 250        | 7,99       | 12,00      | 90         |            |
| 4                                           | Siegfried Spielmann | 6:8        | 1714       | 293        | 5,84       | 9,09       | 58         |            |
| 5                                           | ? Schnoor           | 6:8        | 1870       | 407        | 4,59       | 6,38       | 40         |            |
| 6                                           | Alfred Jauch        | 4:10       | 1655       | 296        | 5,59       | 5,88       | 72         |            |
| 7                                           | Richard Schoel      | 4:10       | 1623       | 359        | 4,52       | 5,76       | 31         |            |
| 8                                           | Karl Grond          | 2:12       | 1221       | 339        | 3,60       | 5,45       | 46         |            |
| Turnierdurchschnitt: 5,72                   |                     |            |            |            |            |            |            |            |
| Stichpartie                                 |                     |            |            |            |            |            |            |            |
| -                                           | August Tiedtke      | 2:0        | 300        | 35         | 8,57       | 8,57       | 46         |            |
| -                                           | Gerd Thielens       | 0:2        | 269        | 35         | 7,68       | –          | 40         |            |
| nach Stichpartie                            |                     |            |            |            |            |            |            |            |
| 1                                           | August Tiedtke      | 14:2       | 2394       | 312        | 7,67       | 15,00      | 61         |            |
| 2                                           | Gerd Thielens       | 12:4       | 2349       | 302        | 7,77       | 12,00      | 74         |            |
| Turnierdurchschnitt: 5,79 (mit Stichpartie) |                     |            |            |            |            |            |            |            |